# 絲路物流控股
樓東俊安資源（中國）控股有限公司，簡稱樓東俊安資源（中國）控股、樓東俊安資源（中國），以及樓東俊安資源（英語：Loudong General Nice Resources (China) Holdings Limited，港交所：0988、OTCBB：LGNRY
），在2009年4月20日，由2008年尾，由俊安發展有限公司進行收購，而在2009年4月20日，由新銀集團有限公司更名而來。
現時業務於中國山西省經營煤炭加工、焦炭與煤炭相關化工產品生產等。現時董事長為蔡穗新，以及首席執行官為柳宇。
現時總部位於香港銅鑼灣禮頓道103號力寶禮頓中心12樓B室。也是新加坡交易所上市的，天益有限公司的母公司。

## 重要事紀
俊安集團於2015年取得格陵蘭島伊蘇瓦（Isua）鐵礦場開採許可，取代前任業主、破產的英國倫敦礦業公司（London Mining），成為首個在格陵蘭島獲得礦產開採權的中國企業。
2021年11月底，丹麥自治區格陵蘭島政府22日宣布，已撤銷中國俊安集團在首府努克（Nuuk）附近鐵礦場的開採許可。格陵蘭當局指控該公司不僅未積極開採，還屢次「賴帳」不付款。

## 連結
- GeneralNice.com.hk